# Dean Jagger
Ira Dean Jagger (Columbus Grove, 7 novembre 1903 – Santa Monica, 5 febbraio 1991) è stato un attore statunitense.

## Biografia
Nell'arco di una carriera durata quasi 60 anni, vinse il premio Oscar al miglior attore non protagonista nel 1950 grazie all'interpretazione del giudizioso Maggiore Harvey Stovall nel film Cielo di fuoco (1949). Due dei suoi ultimi film furono Punto zero (1971) e L'ultimo combattimento di Chen (1978).

## Filmografia

### Cinema
- The Woman from Hell, regia di A.F. Erickson (1929)
- Handcuffed, regia di Duke Worne (1929)
- Whopee!, regia di Thornton Freeland (1930)
- You Belong to Me, regia di Alfred L. Werker (1934)
- College Rhythm, regia di Norman Taurog (1934)
- La moglie indiana (Behold My Wife), regia di Mitchell Leisen (1934)
- Ali nel buio (Wings in the Dark), regia di James Flood (1935)
- Home on the Range, regia di Arthur Jacobson (1935)
- Pattuglia allarme (Car 99), regia di Charles Barton (1935)
- People Will Talk, regia di Alfred Santell (1935)
- Men Without Names, regia di Ralph Murphy (1935)
- Wanderer of the Wasteland, regia di Otho Lovering (1935)
- It's a Great Life, regia di Edward F. Cline (1935)
- Avventura messicana (Woman Trap), regia di Harold Young (1936)
- Volo nella bufera (Thirteen Hours by Air), regia di Mitchell Leisen (1936)
- Revolt of the Zombies, regia di Victor Halperin (1936)
- Pepper, regia di James Tinling (1936)
- Star for a Night, regia di Lewis Seiler (1936)
- Ombre di notte (Under Cover of Night), regia di George B. Seitz (1937)
- Woman in Distress, regia di Lynn Shores (1937)
- Dangerous Number, regia di Richard Thorpe (1937)
- Song of the City, regia di Errol Taggart (1937) (con il nome Jeffrey Dean)
- Escape by Night, regia di Hamilton MacFadden (1937)
- Exiled to Shanghai, regia di Nick Grinde (1937)
- Vacanze d'amore (Having Wonderful Time), regia di Alfred Santell (1938)
- La grande missione (Brigham Young), regia di Henry Hathaway (1940)
- Fred il ribelle (Western Union), regia di Fritz Lang (1941)
- Uomini nella sua vita (The Men in Her Life), regia di Gregory Ratoff (1941)
- La valle degli uomini rossi (Valley of the Sun), regia di George Marshall (1942)
- The Omaha Trail, regia di Edward Buzzell (1942)
- I Escaped from the Gestapo, regia di Harold Young (1943)
- Fuoco a oriente (The North Star), regia di Lewis Milestone (1943)
- Notte d'angoscia (When Strangers Marry), regia di William Castle (1944)
- Alaska inferno dell'oro (Alaska), regia di George Archainbaud (1944)
- I Live in Grosvenor Square, regia di Herbert Wilcox (1945)
- L'angelo del dolore (Sister Kenny), regia di Dudley Nichols (1946)
- Notte senza fine (Pursued), regia di Raoul Walsh (1947)
- Fiore selvaggio (Driftwood), regia di Allan Dwan (1947)
- La stirpe di Caino (C-Man), regia di Joseph Lerner (1949)
- Cielo di fuoco (Twelve O'Clock High), regia di Henry King (1949)
- Sierra, regia di Alfred E. Green (1950)
- La città nera (Dark City), regia di William Dieterle (1950)
- L'uomo dell'est (Rawhide), regia di Henry Hathaway (1951)
- Sentiero di guerra (Warpath), regia di Byron Haskin (1951)
- L'amore più grande (My Son John), regia di Leo McCarey (1952)
- La grande avventura del generale Palmer (Denver and Rio Grande), regia di Byron Haskin (1952)
- It Grows on Trees, regia di Arthur Lubin (1952)
- La tunica (The Robe), regia di Henry Koster (1953)
- La sete del potere (Executive Suite), regia di Robert Wise (1954)
- Dollari che scottano (Private Hell 36), regia di Don Siegel (1954)
- Bianco Natale (White Christmas, regia di Michael Curtiz (1954)
- Giorno maledetto (Bad Day at Black Rock), regia di John Sturges (1955)
- Bandiera di combattimento (The Eternal Sea), regia di John H. Auer (1955)
- It's a Dog's Life, regia di Herman Hoffman (1955)
- Gli eroi della stratosfera (On the Threshold of Space), regia di Robert D. Webb (1956)
- Tramonto di fuoco (Red Sundown), regia di Jack Arnold (1956)
- X contro il centro atomico (X: The Unknown), regia di Leslie Norman (1956)
- The Great Man, regia di José Ferrer (1956)
- Io non sono una spia (Three Brave Men), regia di Philip Dunne (1956)
- La donna del sogno (Bernardine), regia di Henry Levin (1957)
- Quaranta pistole (Forty Guns), regia di Samuel Fuller (1957)
- Smoke Jumpers, regia di Albert S. Rogell (1958)
- L'orgoglioso ribelle (The Proud Rebel), regia di Michael Curtiz (1958)
- La via del male (King Creole), regia di Michael Curtiz (1958)
- La storia di una monaca (The Nun's Story), regia di Fred Zinnemann (1959)
- Cash McCall, regia di Joseph Pevney (1960)
- Il figlio di Giuda (Elmer Gantry), regia di Richard Brooks (1960)
- Vento caldo (Parrish), regia di Delmer Daves (1961)
- Per favore non toccate le palline (The Honeymoon Machine), regia di Richard Thorpe (1961)
- Il giorno più lungo (The Longest Day), regia di Ken Annakin, Bernhard Wicki e Andrew Marton
- La ragazza più bella del mondo (Billy Rose's Jumbo), regia di Charles Walters (1962)
- Non c'è posto per i vigliacchi (First to Fight), regia di Christian Nyby (1967)
- La grande rapina di Long Island (Tiger by the Tail), regia di R.G. Springsteen (1968)
- L'ora della furia (Firecreek), regia di Vincent McEveety (1968)
- L'ultimo colpo in canna (Day of the Evil Gun), regia di Jerry Thorpe (1968)
- Smith, un cowboy per gli indiani (Smith!), regia di Michael O'Herlihy (1969)
- Lettera al Kremlino (The Kremlin Letter), regia di John Huston (1970)
- Punto zero (Vanishing Point), regia di Richard C. Sarafian (1971)
- The Great Lester Boggs, regia di Harry Thomason (1974)
- So Sad About Gloria, regia di Harry Thomason (1975)
- End of the World, regia di John Hayes (1977)
- L'ultimo combattimento di Chen (Game of Death), regia di Robert Clouse (1978)
- Alligator, regia di Lewis Teague (1980)
- Evil Town, regia di Edward Collins e Curtis Hanson (1987)

### Televisione
- The Philco Television Playhouse – serie TV, 1 episodio (1948)
- Lux Video Theatre – serie TV, 1 episodio (1954)
- The 20th Century-Fox Hour – serie TV, episodio 2x04 (1956)
- I racconti del West (Zane Grey Theater) – serie TV, 1 episodio (1957)
- Ai confini della realtà (The Twilight Zone) – serie TV, episodio 2x20 (1961)
- Il dottor Kildare (Dr. Kildare) – serie TV, 1 episodio (1962)
- General Electric Theater – serie TV, episodio 10x29 (1962)
- The Christophers – serie TV, 3 episodi (1958-1963)
- L'ora di Hitchcock (The Alfred Hitchcock Hour) – serie TV, episodio 1x24 (1963)
- Mr. Novak – serie TV, 46 episodi (1963-1965)
- F.B.I. (The F.B.I.) – serie TV, 1 episodio (1966)
- Il fuggiasco (The Fugitive) – serie TV, 1 episodio (1966)
- The Lonely Profession, regia di Douglas Heyes – film TV (1969)
- La congiura (The Brotherhood of the Bell), regia di Paul Wendkos – film TV (1970)
- Uomini di legge (Storefront Lawyers) – serie TV, 1 episodio (1970)
- Reporter alla ribalta (The Name of the Game) – serie TV, 1 episodio (1970)
- Matt Lincoln – serie TV, 3 episodi (1970)
- Bonanza – serie TV, episodio 12x21 (1971)
- La famiglia Partridge (The Partridge Family) – serie TV, 1 episodio (1971)
- Incident in San Francisco, regia di Don Medford – film TV (1971)
- Colombo (Columbo) – serie TV, 1 episodio (1972)
- Kung Fu – serie TV, 1 episodio (1972)
- Truman Capote: la corruzione il vizio e la violenza (The Glass House), regia di Tom Gries – film TV (1972)
- The Lie, regia di Alex Segal – film TV (1973)
- The Stranger, regia di Lee H. Katzin – film TV (1973)
- I Heard the Owl Call My Name, regia di Daryl Duke – film TV (1973)
- Due onesti fuorilegge (Alias Smith and Jones) – serie TV, 1 episodio (1973)
- Medical Center – serie TV, 1 episodio (1973)
- Delphi Bureau – serie TV, 2 episodi (1972-1973)
- Shaft – serie TV, 1 episodio (1973)
- The Hanged Man, regia di Michael Caffey – film TV (1974)
- Harry O – serie TV, 1 episodio (1976)
- The Lindbergh Kidnapping Case, regia di Buzz Kulik – film TV (1976)
- Hunter – serie TV, 2 episodi (1977)
- Una famiglia americana (The Waltons) – serie TV, 1 episodio (1979)
- Gideon's Trumpet, regia di Robert L. Collins – film TV (1980)
- A cuore aperto (St. Elsewhere) – serie TV, 1 episodio (1985)

## Doppiatori italiani
- Giorgio Capecchi in Notte senza fine, Tramonto di fuoco, Io non sono una spia, Quaranta pistole, Ai confini della realtà, Il figlio di Giuda, Per favore non toccate le palline
- Lauro Gazzolo in La città nera, L'uomo dell'est, L'amore più grande, Bianco Natale, Bandiera di combattimento, Gli eroi della stratosfera, La via del male
- Emilio Cigoli in La grande missione, Sierra
- Mario Pisu in Fiore selvaggio, La storia di una monaca
- Amilcare Pettinelli in La tunica, X contro il centro atomico
- Corrado Racca in Cielo di fuoco
- Gaetano Verna in Sentiero di guerra
- Olinto Cristina in La sete del potere
- Nino Pavese in Bernardine
- Manlio Busoni in Vento caldo
- Leonardo Severini in L'ultimo colpo in canna
- Mario Milita in Punto zero
- Mario Feliciani in L'ultimo combattimento di Chen
- Ugo Maria Morosi in Smith, un cowboy per gli indiani (doppiaggio tardivo)

## Riconoscimenti
- Premio Oscar
  - 1950 – Miglior attore non protagonista per Cielo di fuoco
- Mostra internazionale d'arte cinematografica di Venezia
  - 1954 – Gran premio della giuria per La sete del potere (condiviso con il resto del cast)
- Primetime Emmy Awards
  - 1964 – Candidatura per il miglior attore protagonista per Mr. Novak
  - 1965 – Candidatura per il miglior attore, attrice o altro personaggio di intrattenimento per Mr. Novak
- Daytime Emmy Awards
  - 1980 – Miglior attore in un programma religioso per The Fisher Family, episodio Independence and 76